# 20th Century Boy
«20th Century Boy» — пісня T. Rex, написана Марком Боланом. Вона була випущена як окремий сингл 2 березня 1973 року.
Хоча спочатку «20th Century Boy» розглядалася як завершальна пісня, вона не увійшла до альбому Tanx, що вийшов одночасно з нею на початку березня. Пізніше вона була додана як бонус-трек на перевиданні Tanx 1985 року і на всіх версіях, випущених після цього.

## Запис

### «20th Century Boy»
«20th Century Boy» було записано 3 грудня 1972 року в Toshiba Recording Studios у Токіо, Японія, під час сессії, що тривала між 3 години дня до 1:30 ночі.
Бек-вокал, плескання в долоні, акустична гітара та саксофони були записані в Англії, коли T. Rex повернулися до країни після туру.
Синглова версія треку обривається на третій хвилині і 39 секунді; проте мультитрековий майстер показує, що пісня закінчилася майже повними трьома хвилинами джему. Приблизний мікс повноформатної версії можна знайти на збірці Bump 'n' Grind.
За словами Марка Болана, текст пісні заснований на цитатах відомих знаменитостей, таких як Мухаммед Алі. Це можна побачити через включення рядка «жалити, як бджола», який узятий з однієї з промов Алі 1969 року.

### «Free Angel»
«Free Angel» був записаний під час перших сесій для альбому Tanx, між 1 і 4 серпня 1972 року. Сингл був зведений для випуску на Air Studios 16 грудня 1972 року.

## Випуск і сприйняття
«20th Century Boy» вийшла 2 березня 1973 року. Вона посіла третю сходинку UK Singles Chart 10 березня 1973 року і три тижні поспіль мала це місце. Загалом трек протримався в чартах Великобританії дев’ять тижнів, очолюючи чарти в Ірландії, хоча, як і більшість синглів T. Rex, він не потрапив у чарти США.
Пісня була тепло зустрінута на батьківщині Болана, де Кріс Велч із Melody Maker зазначив, що «гітари тремтять, Марк виє, і це "gang awa" з ще одним із його серії ритмічних розваг». Чарльз Шаар Мюррей з NME вважав, що це була найкраща робота групи з часів «Telegram Sam» з «Громовою гітарою Марка, яка велично атакує вас». Пітер Джонс із Record Mirror написав, що це «справді дуже, дуже добре» і передбачив, що пісня очолить чарти. Однак Пенні Валентайн із Sounds, яка хвалила попередні хіти T. Rex, тепер поскаржилася, що Болан «не розширив свої музичні можливості настільки, наскільки міг би це зробити».
У 1991 році пісня повернулася до топ-20 чарту Великобританії, досягнувши 13 місця після того, як її використали в телевізійній рекламі Levi's із Бредом Піттом у головній ролі. Версія пісні британського рокабілі-гурту The Big Six була використана в Шоу Трумена в 1998 році. Ця пісня також була використана у відкритті фільму 2016 року «Чистка: Рік виборів» і стала натхненням для назви японської серії манги 20th Century Boys авторства Наокі Урасави.

## Трекліст
1. «20th Century Boy» - 3:39
2. «Free Angel» - 2:14

## Чарти
| Чарт (1973)                                                | Пікова позиція |
| ---------------------------------------------------------- | -------------- |
| Австралія (Kent Music Report)                              | 57             |
| Ірландія (IRMA)                                            | 1              |
| Норвегія (VG-lista)                                        | 9              |
| Іспанія (AFE)                                              | 28             |
| Велика Британія (Official Charts Company)                  | 3              |
| Федеративна Республіка Німеччина (Чарти GfK Entertainment) | 8              |

| Чарт (1991–1992)                          | Пікова позиція |
| ----------------------------------------- | -------------- |
| Данія (IFPI)                              | 5              |
| Фінляндія (Suomen virallinen lista)       | 13             |
| Ірландія (IRMA)                           | 8              |
| Нова Зеландія (RIANZ)                     | 9              |
| Швеція (Sverigetopplistan)                | 39             |
| Швейцарія (Media Control AG)              | 27             |
| Велика Британія (Official Charts Company) | 13             |

## Сертифікації
| Регіон                                                      | Сертифікація | Продажі |
| ----------------------------------------------------------- | ------------ | ------- |
| Велика Британія (BPI)                                       | Срібний      | 200 000 |
| продажі+прослуховування, що базуються лише на сертифікаціях |              |         |

## Кавери

### Версія Girlschool
У 1983 році британський рок-гурт Girlschool записав пісню для свого четвертого студійного альбому Play Dirty, і вона була випущена Bronze Records як головний сингл альбому в жовтні 1983 року/ Версія Girlschool була створена Джимом Лі та Нодді Холдером із Slade.
| Чарт (1983)                   | Пікова позиція |
| ----------------------------- | -------------- |
| UK Heavy Metal Singles (MRIB) | 8              |

### Версія Chalk Circle
У 1987 році канадський рок-гурт Chalk Circle зробив кавер на «20th Century Boy».
| Чарт (1987)              | Пікова позиція |
| ------------------------ | -------------- |
| Канада (Cancon)          | 9              |
| Canada Top Singles (RPM) | 44             |

### Версія Def Leppard
Англійський хард-рок гурт Def Leppard зробив кавер на пісню для свого альбому Yeah! 2006 року, який містить кавер-версії рок-хітів 1970-х років. Він був випущений як третій і останній сингл з альбому 21 серпня 2006 року. Гурт широко використовував пісню як рекламу, включивши два виступи на телебаченні та регулярну ротацію в сет-лист свого туру. Def Leppard виконали «20th Century Boy» на The Tonight Show з Джеєм Лено 23 травня 2006 року за два дні до виконання цієї пісні разом з Браяном Меєм із групи Queen на трансляції VH1 Rock Honors 31 травня.